# عقل سرخ
عقل سرخ نام داستانی عرفانی و فلسفی از شهاب‌الدین یحیی سهروردی معروف به شیخ اشراق است که در آن مسائل فلسفی و عرفانی با قلم داستانی و رمزگونه بیان شده‌‌ است.
عقل سرخ نماد عقل کل و حقیقت مطلق است که در صورت در ظاهر جوان یک پیر سرخ‌موی نمایان می‌یابد. نثر این داستان مرسل و ساده است. تقی پورنامداریان و سهند آقایی تا کنون از شارحان متن عقل سرخ در زبان فارسی هستند. مهم‌ترین ویرایش و چاپ این متن را سیدحسین نصر در جلد سوم مجموعه مصنفات شیخ اشراق آورده است.